# 사와베 리온
사와베 리온(일본어: 沢辺りおん, 1991년 5월 12일 ~ )은 사카모토 리온(坂本りおん)이라는 예명으로도 활동했던 일본의 그라비아 아이돌, 아이돌 가수다.
2011년 2월, 같은 소속사 연예인과 청소를 컨셉으로 한 여성 아이돌 그룹 CLEAR'S의 최초의 유닛이 결성됐고, 초대(初代) CLEAR'S라고 불리는 이 그룹의 반장으로 선출됐다. 10월부터 오네다리 마스캇토SP!에 고정출연했으며, 얼마후 에비스 마스캇츠의 멤버로 가입했다. 2013년 4월 에비스 마스캇츠가 해산됨에 따라 탈퇴했고, 그해 7월 예명을 사카모토 리온에서 사와베 리온으로 변경했으며, 12월 초대 CLEAR'S는 해산됐다.
2014년 3월부터 도쿄 CLEAR'S의 멤버로 편입되어 활동하고있으며, 9월 전국의 CLEAR'S를 모두 총괄하는 "총반장"직에 올랐다.